# Sauritinia dubiosa
Sauritinia dubiosa är en fjärilsart som beskrevs av William Schaus 1905. Sauritinia dubiosa ingår i släktet Sauritinia och familjen björnspinnare. Inga underarter finns listade.